# Mosquet

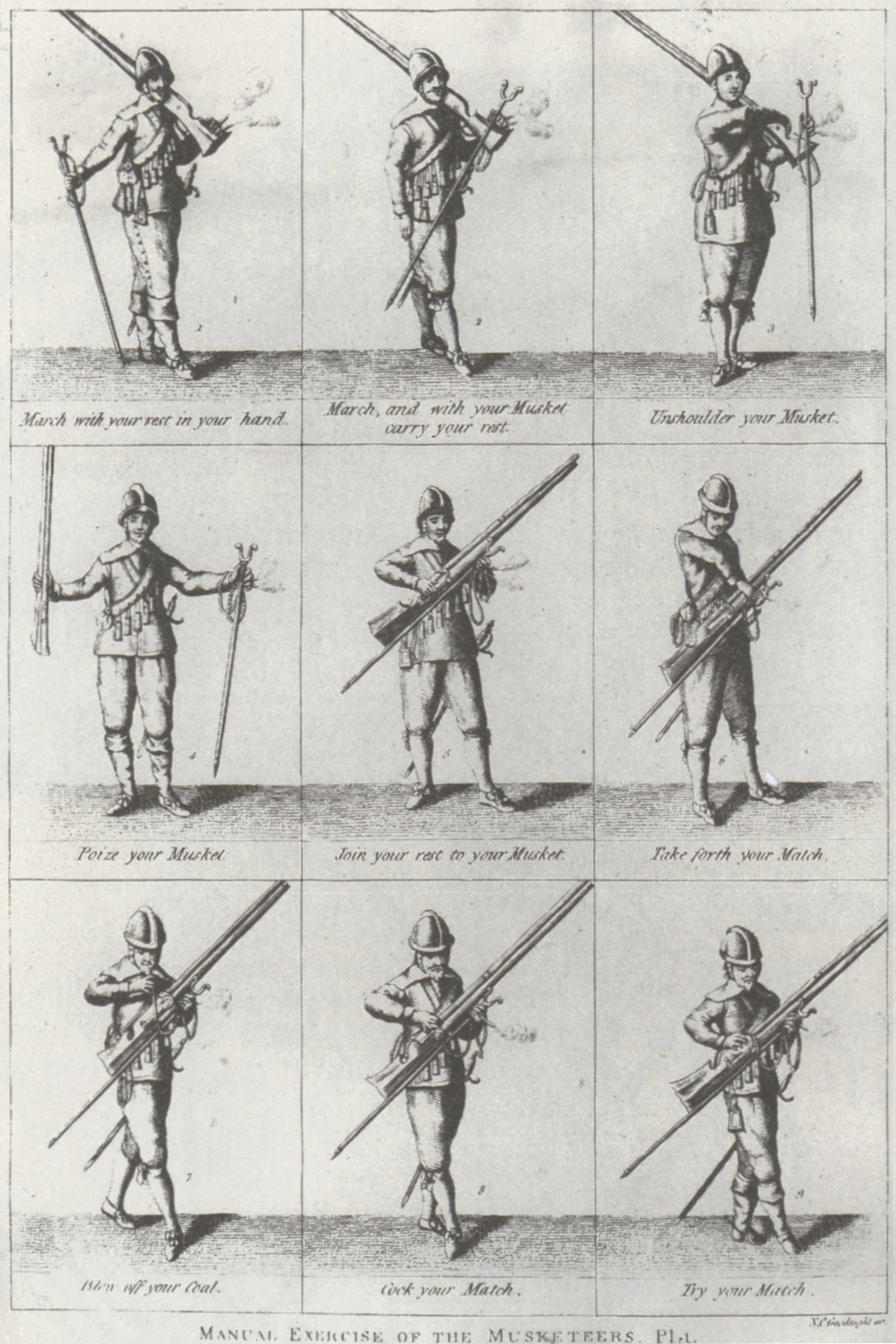
La càrrega del mosquet segons un manual del.

El mosquet fou una arma de foc portàtil llarga dels soldats d'infanteria, utilitzada entre el segle xvi i el segle xvii. Evolució de l'arcabús, era una arma tan llarga i pesant (el seu canó feia fins a metre i mig) que per a disparar calia recolzar-lo en una forca. El sistema de foc consistia a aplicar-hi una metxa. Estava pensada per penetrar armadures pesades.
Amb tot, el mosquet fou un avenç important i dotà el soldat d'infanteria de prou autosuficiència al camp de batalla. En efecte, el mosquet carregava bales el doble de potents que les d'arcabús; tenia una cadència de foc de fins a cinc trets per minut (enfront del màxim de dos per minut de l'arcabús); i es disparava a uns cinquanta metres de distància, amb un abast efectiu d'uns cent metres (mentre que l'arcabús es disparava a uns vint-i-cinc metres, amb abast màxim de cinquanta). Tot i això, no era suficient per a disparar contra un grup nombrós d'enemics, fet que va provocar que es complementés amb la baioneta.
El mosquet acabà desplaçant l'arcabús al llarg del segle xvii. A finals d'aquest mateix segle fou desplaçat, al seu torn, pel fusell, arma més curta, lleugera, segura i potent.

## Terminologia
El mot mosquet prové de l'italià moschetto ('mosqueta'), mot encunyat el 1499. Els soldats que empraven aquesta arma eren coneguts com a mosqueters. Cal evitar de confondre el mosquet amb el mosquetó, que és un tipus de fusell. Les evidències del mosquet com a tipus d'arma de foc no apareixen fins al 1521, quan es va utilitzar per descriure un arcabús pesat capaç de penetrar armadures pesades. Aquesta versió del mosquet va caure fora d'ús després de mitjan segle XVI amb el declivi de les armadures pesades; Per tant, les diferències entre l'arcabús i el mosquet després del segle XVI no són del tot clares, i els dos s'han utilitzat indistintament en diverses ocasions

## Utilitat
Va sorgir com a evolució de l'arcabús i el seu canó mesura fins a metre i mig. Era gran i pesat i es necessitava una forquilla per sostenir-lo si es volia apuntar de manera correcta. A causa d'això i al seu menor preu, l'arcabús va seguir usant-se també durant el segle xvii. Més tard va anar evolucionant a models més lleugers, que es van imposar definitivament amb el segle xviii. El mosquet usava bales el doble de pesades que l'arcabús, amb el lògic augment del poder de detenció. El seu abast efectiu era de la mateixa manera més gran. Solia disparar-se a uns 50 metres, encara que en teoria el seu abast eficaç fregava els 100, davant dels 50 metres de l'arcabús, que solia disparar-se a 25 metres o menys.
A partir de mitjan segle xvii, deixa d'usar-se la clau de metxa i s'empra un sistema de tret en teoria molt similar, però a la pràctica molt més modern per a l'època, ja que incorporava una clau d'espurna assistida per un pedernal, permetent una major velocitat de tret i eliminant la molesta metxa de l'arcabús.

## Evolució
Encara que no se sap qui ho va fer, l'arcabús i el mosquet són armes d'avancàrrega molt semblants, en origen representaven dos conceptes de guerra diferents. L'arcabús era una arma lleugera, una mica més manejable que el mosquet, cosa que permetia als seus usuaris operar, en termes actuals, com a infanteria lleugera: tropa amb àmplia capacitat de maniobra d'ús múltiple.
El mosquet, a l'origen, era senzillament artilleria portàtil. S'utilitzava per a la capacitat més gran de detenció de l'enemic. Tanmateix, era més car, molt difícil de carregar i molt feixuc —cosa que exigia l'ús d'una forquilla per apuntar-ho—, per la qual cosa, al principi, només es destinava al seu ús als soldats més vigorosos i instruïts.

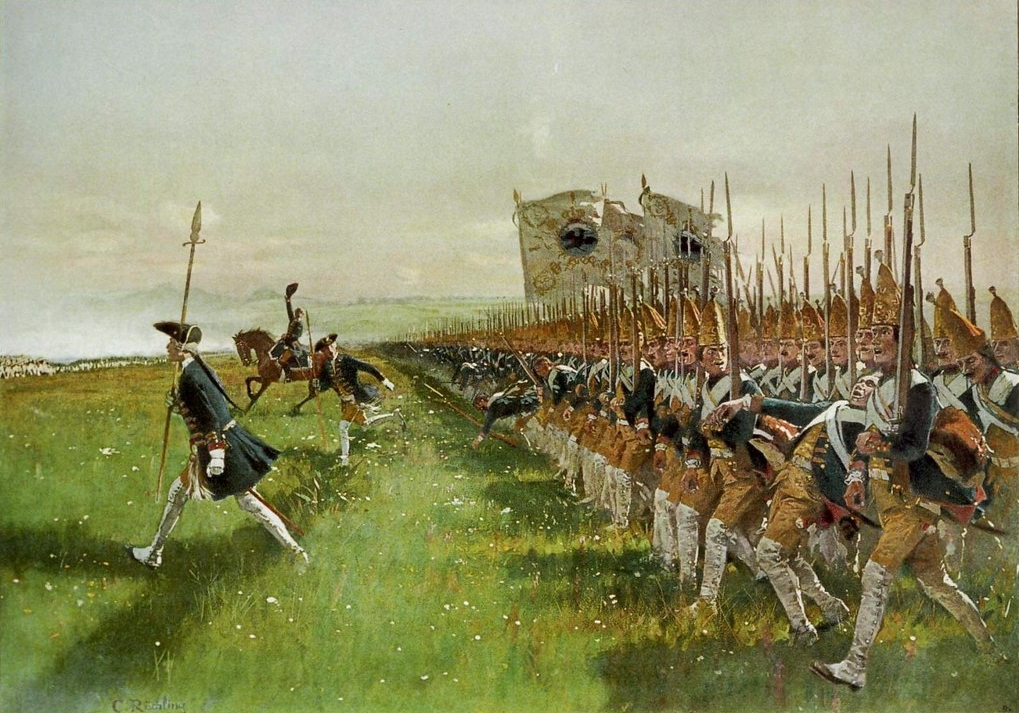
El Batalló prussià de granaders de la guàrdia atacant amb mosquets durant la batalla d'Hohenfriedeberg (Guerra de Successió Austríaca), el 4 de juny de 1745. Quadre de Carl Röchling (1855-1920).

En formació tancada, ambdós tipus de tropa combatien en el que es deien a Espanya, en els terços, mànigues, i que no eren altra cosa que una agrupació de companyies en els flancs dels batallons de piques.
El projectil del mosquet (com el de l'arcabús) havia de tenir un calibre més petit que el de canó que l'havia de disparar per poder carregar-la amb certa comoditat, per la qual cosa gran part de la potència impulsora de la deflagració es perdia. A més, en el trajecte pel canó, la bala anava "rebotant" pel canó de manera que era molt difícil determinar la seva trajectòria a la sortida per la boca. És per això que la baixa precisió i abast d'aquest tipus d'armes.
El mosqueter era un soldat que poques vegades portava una altra armadura que un collet de cuir, a causa del pes del seu equip —en contrast amb l'arcabusser, que podia arribar a usar cascos i fins i tot cuirasses. Per a les càrregues, el mosqueter portava els anomenats “els dotze apòstols”, que era un cinturó de cuir en bandolera amb dotze petits dipòsits de fusta amb la mida precisa de pólvora gruixuda necessària per carregar la recambra de l'arma. Que un soldat portés a la batalla només dotze càrregues mostra la baixa cadència de foc d'aquest tipus d'arma.
També portava en bandolera una polvorera o encebadora, petit dipòsit de pólvora fina per encebar la cassoleta que iniciava el procés de tret, i en una bosseta al costat, les bales de plom, anomenades comunament “pilotes”. El fet de portar la metxa encesa pels dos extrems provocava no pocs riscos, que de vegades acabaven en tràgics accidents, en encendre càrregues o polvoreres. El mosqueter solia portar, a més, espasa i daga per a la defensa propera, encara que no era inusual fer servir el mateix mosquet com a maça.
El principal avantatge del mosquet era el seu poder de penetració, i el seu èxit va ser tal que a poc a poc les armadures es van anar eliminant del camp de batalla per inútils, la qual cosa al seu torn va permetre l'alleugerament del mosquet. A la segona meitat del segle xvii, els mosquets eren prou lleugers per desprendre's de la forquilla. Aquesta evolució va fer que el mosqueter anés substituint a poc a poc l'arcabusser als exèrcits europeus, unificant els conceptes tàctics de potència de foc i versatilitat en un sol soldat.
A la fi del segle xvii, el mosquet s'apropia definitivament del camp de batalla. De les claus de metxa i roda dels seus inicis, es passarà a la clau de guspira. La incorporació de la baioneta, primer encastada -s'introduïa al canó i impedia disparar- i després, a mitjans del segle xviii, de cub –que es pot calar sense obstruir el canó-, permetran prescindir de la infanteria amb piques a favor de més mosqueters. Per primera vegada en la història, els homes al camp de batalla no eren una barreja d'espadatxins, piquers, arcabussers, ballesters,  arquers i javeliners; gairebé tots els exèrcits van començar a estandarditzar les seves forces militars deixant en la lluita cara a cara només els mosqueters, pel poder de foc que representaven i perquè, si estaven entrenats i mantenien l'organització, es podien defensar també de la cavalleria ] a través de formacions com el quadre d'infanteria.
El mosqueter no s'assemblava gens al dels inicis, sent aquest més estilitzat i lleuger. Pel costat de la munició també es va avançar: Cada càrrega de pólvora estava ara embalada amb el seu projectil en un cilindre de paper i estibada en una cartutxera que el protegia amb tapes de seguretat i el mantenia separat del sistema d'ignició, fent-ne ús i maneig molt més segur.
Els nous sistemes de tret i embalatge de càrrega i bala permetien, a més a més, reduir i simplificar el nombre de moviments necessaris per carregar l'arma. Tot i això, una tropa podia considerar-se molt ben instruïda si aconseguia que els seus soldats efectuessin tres trets en un minut. Les cartutxeres podien tenir de 20 a 40 càrregues.
A finals de l'època napoleònica, es van començar a generalitzar les armes amb ànima estriada que feien que la bala girés al canó, la qual cosa procurava una major precisió i abast. Posteriorment, la clau d'espurna va deixar pas a la clau de percussió. Així acabava l'era del mosquet i començava la del fusell.

## Obres catalanes
- 1640. Preludis Militars en los quals se tractá lo que han de saber y observar los oficials majors y menors de guerra...[7]

| « | Cap. XV. Del mosqueter,y del manetx del mosquet. És tingut lo mosquet , per rey entre las tres armas per los grans y bons efectes que ab ell se executen, perque ab ell se ocupa,y se sustenta vna muralla trinxera , ò puefto , als esquadrons aumenta la fortaleza, yls dona major firmeza , y fa estar a ralla las tropas de la cavalleria , y apartada del cos del esquadro , y noy ha arma de defensa portatil que puga resistir a la potencia de la pilota que de si efcup perque la passa , y la destroça , y ja nos pot inuentar arma mes poderosa que sia portatil , y de que fasse majors efectes en guerra, y al dia de vuy tots los exercits procuran de tenir gran numerod de mosqueters per regonexer la superioritat que te a las demes; y axi com a arma tant important se tractarà de son manetg y cosas tocants al mosqueter, que son las seguents. 1. Lo molqueter a de aportar espafa, daga, morrio, mosquet , forqueta, flasco y flasquillo, ab fas agulletas, dos troços de mexa a la cinta, y altre tros en la ma efquerra,y una boça, dins la qual, y ha de aportar pilotas justas,y bastardas, pedra, foguer,y esca,y rascador,y mollo de fer pilotas de la matexa manera,com se ha dit del arcabucer,que fols es la diferencia que aporta forqueta, y larma major y los flascos mesgrans que lo arcabucer , y los dos caps de metxa lo hu entre lo dit xichy lo dit del cor, y lo altre cap entre lo dit llarch, y dit del cor a la ma esquerra (Nota. Fins a 27 apartats) | » |

- 1642. Francesc Barra.[8]

| «                             | Capítol LVIII. Dels canons de mosquet, arcabuz, y pedreñal. Havent tractat fins assí de las cosas de la artilleria, de que me ha aparegut més convenient donar noticia en est Breu tractat de artilleria, he cofiderat que será de no poca utilitat dir breument alguna cosa dels canons de ferro forjat, com són mosquets, arcabuzos, y pedreñals; y axí dich, que acerca destos canons noy ha regla certa en raho de gruxos , ni llargaria. Pero jo sempre faré molta estimacio dels canòns, que fens esser molt reforçats tenen á la prova (resisteixen la prova), sens ques vejan fulls en ells, y de altra part tenen la anima dreta, seguida, y sens cambras, y ben proporcionats los metalls : tambe importa molt tingan lo fogò ben arrimat al caragol de la culata, com sie cert,que tenint-lo apartat de ell donan gran coça, y lo tir pera axò no es mes violent, antes ho és menys | » |
| — Breu Tractat De Artilleria. | |   |

## Metxa lenta
La metxa lenta, també anomenada metxa de cordó o metxa pirotècnica, és un cordó que crema lentament o també la espoleta de fil utilitzada pels primers mosqueters, artillers o soldats per encendre els arcabussos, mosquets, canons, projectils i petards. Les metxes lentes eren més adequades per emprar-se en armes de pólvora negra, perquè una metxa lenta es podia manejar amb brusquedat sense apagar-se, i només presentava una petita punta incandescent en comptes d'una gran flama que pogués encendre per accident la pólvora propera. La metxa lenta de diversos tipus va ser un dels primers tipus d'espoleta utilitzats en artilleria .

## Documents
- 1567. Bernardino de Mendoza explicava l’ordre del duc d’Alba d’equipar amb quinze mosquets cada companyia de l’exèrcit de camp. Abans els mosquets eren armes fixes per a defensar places i castels.[11]

- 1864.[12]

- 1899.[13]

## Biografia
- Adle, Chahryar. History of Civilizations of Central Asia: Development in Contrast: from the Sixteenth to the Mid-Nineteenth Century, 2003.
- Arnold, Thomas. The Renaissance at War.  Cassell & Co, 2001. ISBN 0-304-35270-5.
- Chase, Kenneth. Firearms: A Global History to 1700.  Cambridge University Press, 2003. ISBN 0-521-82274-2..
- Little, Benerson. How History's Greatest Pirates Pillaged, Plundered, and Got Away With It, 2010.
- Phillips, Henry Prataps. Notion Press. The History and Chronology of Gunpowder and Gunpowder Weapons (c.1000 to 1850).  Notion Press, 2016.
- Williams, Alan (2003), A history of the metallurgy of armour in the middle ages and the early modern period, Brill
- Willbanks, James H. (2004), Machine guns: an illustrated history of their impact, ABC-CLIO, Inc.
- Worman, Charles G. (2005), Gunsmoke and Saddle Leather: Firearms in the nineteenth-century American West, UNM Press